# Ержанов, Манарбек
Манарбек Ержанов (8 марта 1901, с. Актогай Актогайского района Карагандинской области — 14 ноября 1966, Алма-Ата) — советский казахский певец (тенор), театральный актёр, композитор, Народный артист Казахской ССР (1938); Заслуженный артист Казахской ССР (1936). Один из первых членов Союза композиторов Казахской ССР (1942).

## Биография
Родился 8 марта 1901 года в ауле Карабулак (ныне село Актогай Актогайского района Карагандинской области) в бедной крестьянской семье. Рано потерял отца. Происходит из подрода дадан рода тобыкты племени аргын. Мать Манарбека хорошо пела и играла на домбре, поэтому он также увлёкся музыкой и научился исполнять кюи. Любил посещать состязания акынов, запоминал песни и мелодии. Из-за тяжёлого финансового положения в семье, стал батраком, позднее был рыбаком и работал грузчиком. Некоторое время жил в детском доме, где научился читать и писать. В 1925 году переехал в Алма-Ату.
Ержанов является продолжателем певческой и композиторской школы композиторов-певцов Биржан-сала, Акана Серэ, Жарылгапберды, Естая и Шашубая. Своим учителем считал домбриста Кусенбая. В 1928 был принят в труппу 1-го Казахского театра драмы (ныне Казахский государственный академический театр драмы имени М. О. Ауэзова). В 1931—1932 годах работал в Риддерском театре рабочей молодежи. С 1934 актёр открывшегося в Алма-Ате Музыкального театра (ныне Казахский государственный академический театр оперы и балета им. Абая), один из его основоположников.
Артистический талант и вокальное мастерство Ержанова ярко и многогранно проявились в партиях Жараса («Айман-Шолпан» Е. Брусиловского), Сахана («Ёр-Таргын» Е. Брусиловского), Шеге («Кыз-Жибек», Е. Брусиловского), Естая («Биржан и Сара» М. Тулебаева), Азима («Абай» А. Жубанова и Л. Хамиди), Тито («Даиси» З. Палиашвили) и других. С 1942 года член КПСС.
С 1953 года и до конца жизни солист Казахской филармонии имени Джамбула. Вёл активную концертную деятельность. В репертуар певца вошли терме, желдирме, народные песни.
С 1930 года занимался композиторской деятельностью. Автор более 150 произведений, занявших особое место в казахской музыке. Среди них песни и кюи для домбры «Би күйі», «Аққу», «Жетісу», «Жеңген солдат», «Амангелді», «Бақыт жыры», «Паровоз», «Қуанамын», «Шегенің термесі» и других.
Награждён орденами Трудового Красного Знамени, «Знак Почёта» (26 мая 1936; за выдающиеся заслуги в деле развития казахского оперного искусства, казахской музыки, песни и танцев); 03.01.1959), медалями.
Скончался 14 ноября 1966 года, похоронен на Центральном кладбище Алматы.

## Память
В 2000 году в Алма-Ате именем Ержанова была названа улица в Турксибском районе. На этой улице расположены названные в его честь гимназия и средняя школа. На стене дома 62 по улице Карасай батыра, где он жил последние годы, установлена мемориальная доска.
Имя Ержанова носит также улица в Караганде.